# Biblioteca Rafael Pino Rubira
La Biblioteca Rafael Pino Rubira es una de las bibliotecas  universitarias ubicadas en la Facultad de Jurisprudencia y Ciencias Sociales y Políticas de la Universidad de Guayaqui.
La biblioteca cuenta con más 1700 títulos y una cantidad superior a los 3500 textos de estudios e investigación, 200 libros considerados incunables, por lo que son declarados como patrimonio cultural.
El nombre de la biblioteca fue puesto en honor al abogado Rafael Pino Rubira, quien fue  asesor jurídico de empresarios y docente por 34 años de la Universidad de Guayaquil. En diciembre de 2006, Pino Rubira falleció producto de un accidente de tránsito, y tras varias disputas de estudios jurídicos, los herederos del docente, decidieron ceder a comodato por el lapso de 100 años todo el fondo bibliográfico a la Facultad de Jurisprudencia donde ejerció la docencia universitaria.